# 練馬区立貫井中学校
練馬区立貫井中学校（ねりまくりつ ぬくいちゅうがっこう）は、東京都練馬区貫井にある公立の中学校。2025年(令和7年)4月時点の生徒数は12学級約400名。

## 概要
校舎は4階建ての「コ」の字型であり、1階は技術室等の特別教室、2階は職員室、一般教室、特別教室、3・4階は一般教室、特別教室がある。その他、体育館、武道場、プールなどがある。

## 沿革
- 1961年8月13日 - 建設工事着工
- 1963年4月1日 - 開校
- 1964年3月17日 - 校旗・校章制定
- 1965年1月23日 - 校舎・（旧）体育館完成
- 1970年7月20日 - （旧）プール完成
- 1972年5月30日 - 北側増築工事完工
- 1978年5月19日 - 南校舎増築工事完工
- 1992年3月31日 - パソコン教室完成
- 1994年3月31日 - 体育館・プール新築
- 2001年9月30日 - 耐震工事完工

## 学校経営計画

### 目指す学校像
1. 自己教育力を育て、生涯学習の基礎づくりができる学校
2. 人間尊重の精神を基盤として、豊かな心を育むことができる学校
3. 生徒の自己実現を支援するための協働体制がとれる学校
4. 保護者の信託や地域・社会の信頼にこたえられる学校

### 中期的目標
1. 自主性、探求心、創造性のある生徒を育てる。「よく考える人」
2. 親切、協力、信頼を通して生徒の友情を育む。「思いやりのある人」
3. 生徒のために自律的協力風土のある学校を作る。
4. 開かれた学校づくりの推進

## 学校行事
| - 4月 - 始業式、入学式、 - 5月 - 身体測定・体力テスト - 6月 - 運動会 | - 7月 - オーケストラ鑑賞教室、水泳教室、校外学習（2年生） - 8月 - イングリッシュキャンプ(1年) - 9月 - 生徒会役員選挙、修学旅行（3年生） | - 10月 - 職業体験（2年生）、合唱コンクール - 11月 - - 12月 - | - 1月 - スキー教室（2年生） - 2月 - - 3月 - 3年生を送る会、展覧会、卒業式、修了式 |

## 部活動

### 運動部
- サッカー部
- 男子バスケットボール部
- 女子バスケットボール部
- バドミントン部
- 男子柔道部
- 女子柔道部
- 剣道部
- 卓球部
- 野球部

### 文化部
- 吹奏楽部
- 美術部
- パソコン部
- 英語部
- 茶華道部

## 通学区域
北は石神井川、西は四商通りを境とし、南は中野区に接している。
- 向山一丁目
- 向山四丁目（1-22、30-36）
- 貫井一丁目
- 貫井二丁目
- 貫井三丁目
- 貫井四丁目
- 貫井五丁目

## 進学前小学校
区立中学校選択制度があり区内の遠方から通学している生徒もいるが、学区指定による小学校は以下の通り。※印は小中一貫教育グループの構成校。
- 練馬第二小学校(※)
- 練馬第三小学校(※)
- 向山小学校

## 学区内の主な施設
- 富士見台駅
- 東京都立第四商業高等学校

## 交通
- 西武池袋線中村橋駅から徒歩8分、富士見台駅から徒歩10分

## 出身者
- 加藤純  - デザインプランナー・クラシック音楽評論家（さんまのSUPERからくりTV(TBS)出演など）
- 桜井和寿 - 歌手（Mr.Children）
- 田島寧子 - 水泳選手（シドニーオリンピック銀メダリスト）
- 武子直輝 - 俳優
- 本田大輔 - 俳優
- 大車輪侍/岩井満喜 - 日本料理人・フードコンサルタント・クリエイター